# 赤虯
赤虯ㄑㄧㄡˊ（白話字：tshiah-khiû），是台灣漢人傳說中的龍，擁有呼風喚雨的能力。

## 外觀與能力
赤虯是一種長著角的蛟龍，一身赤紅就像有火在燒。牠掌管風雲雨露，能夠興風作浪、降下暴雨，喜歡穿梭在雲層之間。

## 現身案例
據說赤虯曾在1854年（咸豐四年）時乘著黑雲出現在台灣中南部，引發猛烈的暴風雨，造成濁水溪河水暴漲，沿岸被洪水淹沒。

## 現代研究與相關傳說
根據記載，赤虯很有可能代表著台灣夏秋兩季經常出現的颱風，其能力跟台灣另一種龍：旋風蛟十分類似，但前者的能力傾向於降下暴雨、後者則是激起狂風。